# Sayali Gokhale
Sayali Gokhale (* 1. Februar 1987 in Pune) ist eine indische Badmintonspielerin. 

## Karriere
Sayali Gokhale gewann 2006 die Südasienspiele. 2008 war sie bei den Syria International und den indischen Meisterschaften erfolgreich. 2009 siegte sie bei den Spanish International.

## Sportliche Erfolge
| Saison | Veranstaltung          | Disziplin   | Platz |
| ------ | ---------------------- | ----------- | ----- |
| 2006   | Südasienspiele         | Dameneinzel | 1     |
| 2008   | Syria International    | Dameneinzel | 1     |
| 2008   | Indische Meisterschaft | Dameneinzel | 1     |
| 2009   | Spanish International  | Dameneinzel | 1     |